# Setouchi Moonlight Serenade
Setouchi Moonlight Serenade è un film del 1997 diretto da Masahiro Shinoda, tratto dal romanzo autobiografico di Yū Aku del 1993 Kiga ryokō.
È stato presentato in concorso al 47º Festival di Berlino.

## Trama
1995. Mentre osserva al telegiornale la devastazione portata dal terremoto di Kōbe, Keita Onda ricorda un episodio della propria infanzia nell'immediato dopoguerra, quando la sua famiglia viveva sull'isola Awaji, dove era stanziato il padre, un poliziotto.
Nel 1945 quest'ultimo, Kōkichi, costringe il resto della famiglia (la moglie ubbidiente Fuji e i tre figli: il maggiore Kōji, Keita e la piccola Hideko) a intraprendere un viaggio per Miyazaki, sua città natale, dove tumulare i resti del primogenito Tadao, morto in battaglia giovanissimo. A Keita viene affidato il compito di portare l'urna. Molti mormorano che mettersi in viaggio nell'atmosfera caotica del dopoguerra, coi sistemi di trasporto non ancora ripresesi, sia prematuro, e lo stesso Keita inizia a credere che lo scopo del padre sia l'ikka shinjū, il suicidio di famiglia, dato il suo carattere severo e tradizionalista: Kōji è ovviamente più che felice di farglielo pensare, per prenderlo in giro. Ormai maggiorenne, Kōji è di indole ribelle e in aperto contrasto col padre, volendo vivere la sua vita senza imposizioni, e progetta di abbandonare la famiglia durante il viaggio.
In attesa del traghetto per Beppu, la famiglia trascorre la notte a Kōbe in una casa di piacere per soldati americani: Kōji fa per mettere in atto il suo piano ma incontra Yukiko, una ragazza che ha perso i genitori in un bombardamento, e se ne innamora, decidendo di continuare il viaggio per accompagnarla dagli zii a Nakatsu. Stipata sul traghetto sovraffollato, la famiglia trova posto in un angolo del ponte assieme ad altri passeggeri: Toriuchi, un affabile agente del mercato nero che offre da bere a tutti e Kōkichi disprezza in quanto criminale; un benshi itinerante che proietta loro Muhōmatsu no isshō e di nascosto fa vedere a Keita uno dei film di chanbara banditi dal comando Alleato; un giovane reduce dall'animo inquieto che suona loro l'armonica e nasconde ben più che la sola morfinomania; Komachi, una donna che, violentata dai soldati americani, ha deciso di farsi geisha; un anziano preside che crede ancora di essere alla cerimonia dove ha detto addio ai suoi allievi arruolatisi. Mentre il traghetto fende il mare notturno, evitando mine inesplose come quella che uccise Tadao, Komachi e il reduce si innamorano e progettano una nuova vita insieme. Mentre Kōji è con Yukiko, si diffonde l'allarme di uomo a mare e Keita è costretto a rivelare al padre che il fratello gli aveva detto di "volersene andare". Il suicida alla fine si rivelerà essere l'anziano preside, roso dai rimostri. Kōkichi se la prende comunque col redivivo Kōji e lo schiaffeggia in pubblico. Finisce poi a confidarsi con Toriuchi riguardo al suo rapporto duro coi figli e alla morte di Tadao.
Il mattino dopo, Kōkichi si confronta con Kōji, dicendogli che dopo il viaggio sarà libero di fare quello che vorrà e dandogli il permesso di accompagnare Yukiko a casa, a patto che si faccia trovare in stazione il giorno dopo per prendere il treno assieme a loro, o lui non lo considererà più suo figlio. Durante lo sbarco, la polizia cerca di fermare il reduce, che apre il fuoco contro di loro e viene ucciso di fronte a Komachi. Dopo che suo padre l'ha portato a vedere Casablanca, Keita nota degli yakuza che minacciano Toriuchi: sotto il suo sguardo meravigliato, il padre, impugnando un bastone come katana, lo salva come nel film di chanbara che aveva visto. Arrivata a casa, l'orfana Yukiko convince Kōji a non tagliare i ponti con la sua famiglia, ma alla stazione di Nakatsu il ragazzo scopre l'ultimo treno del giorno per Beppu è stato cancellato.
Il mattino dopo, in stazione, la famiglia saluta Komachi e Toriuchi, che ne aveva riscattato la libertà da geisha il giorno prima e per questo era finito nel mirino degli yakuza. Kōkichi si è rassegnato all'assenza di Kōji, ma all'ultimo momento il ragazzo si fa vivo, correndo a perdifiato dietro al treno in partenza e gridando di aver mantenuto la promessa, rendendo il padre visibilmente orgoglioso. La famiglia giunge infine a Miyazaki, ma Keita per sbaglio fa cadere l'urna, che si rompe in mille pezzi, rivelando di contenere nient'altro che uno spazzolino da denti.
Nel 1995, a Kōbe, Keita imita le mosse di scherma di suo padre con un bastone trovato in mezzo alle macerie.